# Cratere Palana
Palana  è un cratere sulla superficie di Marte.